# Шабиб, Талиб
Талиб Шабиб (1934, Вавилон, Королевство Ирак — 12 октября 1997, Лондон, Великобритания) — иракский дипломат и государственный деятель, министр иностранных дел Ирака (1963).

## Биография
Окончил инженерный факультет Имперского колледжа в Лондоне. Был избран в руководство партии БААС, один из трёх активных участников попытки свержения президента Касема.
В 1963 г. — министр иностранных дел Ирака. В конце 1960-х гг. вступил в конфликт с занимавшим в то время пост вице-президента страны Саддамом Хусейном, был отправлен послом в ОАЭ. В 1976 г. подал в отставку с поста посла Ирака в ФРГ и стал эмигрантом. Посвятил свою дальнейшую жизнь борьбе против режима Хусейна, входил в состав исполнительного комитета Иракского национального конгресса, объединившего группу диссидентов в 1992 г.